# Parque Gran Bretaña
El Parque Gran Bretaña es un espacio verde abierto ubicado en Rivera, Urugauy
.

## Ubicación
Principal parque de Rivera, su nombre se debe a que el predio fue una donación de un embajador de Gran Bretaña.
Se inaugura el 5 de setiembre de 1939, y en 1981 se declara monumento histórico nacional.
Ubicado a 7 km de la ciudad de Rivera, sobre la cuchilla Negra.

## Características
Posee un paisaje agreste y cascadas, además de múltiples servicios, como un parque infantil, baños y cantina. 
El parque posee un lago artificial, que sirve para refrescar en el verano donde llegan a temperaturas cercanas a los 40 °C. 
Cuenta en sus primeros dos km con luz artificial, con agua potable en el acceso principal